# Cristian Salvador Islas Miranda
Cristian Salvador Islas Miranda (Hermosillo, Sonora) es un investigador, escritor y director musical.

## Trayectoria
Es egresado de la licenciatura en Artes por la Universidad de Sonora. Cuenta con una maestría en Educación por la Universidad Pedagógica Nacional. Especialidad en Educación por el Instituto Pedagógico del Posgrado de Sonora. Es docente adscrito al Departamento Sociocultural del Instituto Tecnológico de Sonora.
Miembro del Sistema Nacional de Investigadores  y de la Comisión de Pares Académicos como Evaluador de los Comités Interinstitucionales para la Evaluación de la Educación Superior.
Formó parte del Consejo Editorial de la revista de divulgación científica La Sociedad Académica del Instituto Tecnológico de Sonora.
Es fundador y director de proyectos como la revista de divulgación cultural Intersección Arte en nuestra cultura; Café Literario del Instituto Tecnológico de Sonora y Letras de Colores en el Centro Universitario de Desarrollo Comunitario.
Como escritor cuenta con dos publicaciones:
- Canto a Sonora, Vida y obra del Compositor José Sosa Chávez, Ediciones Fontamara, 2022.

- Sones para la danza de Pascola, transcripciones de música para violín y arpa de la comunidad yaqui, México, Instituto Sonorense de Cultura, Dirección de Cultura Municipal de Cajeme, Programa de Desarrollo Cultural Municipal de Sonora, 2022.[8][9][10]

## Reconocimientos
Recibió apoyo del Programa de Desarrollo Cultural Municipal para la realización de folleto de divulgación: Sones para la danza de pascola. 
- Fue beneficiado por el Programa de Acciones Culturales  Multilingües y Comunitarias para la realización del libro Sones de Pascola: transcripción de la música para violín y arpa de la comunidad yaqui (2022).
- Fue becario de la Secretaría de Cultura a través del Programa de Fomento a Proyectos y Coinversiones Culturales y financiado por el ITSON para la realización del libro y de la investigación musicológica Canto a Sonora, vida y obra del compositor José Sosa Chávez (2022).[11]